# Grünbergseilbahn
Koordinaten: 47° 54′ 48,3″ N, 13° 48′ 28,8″ O

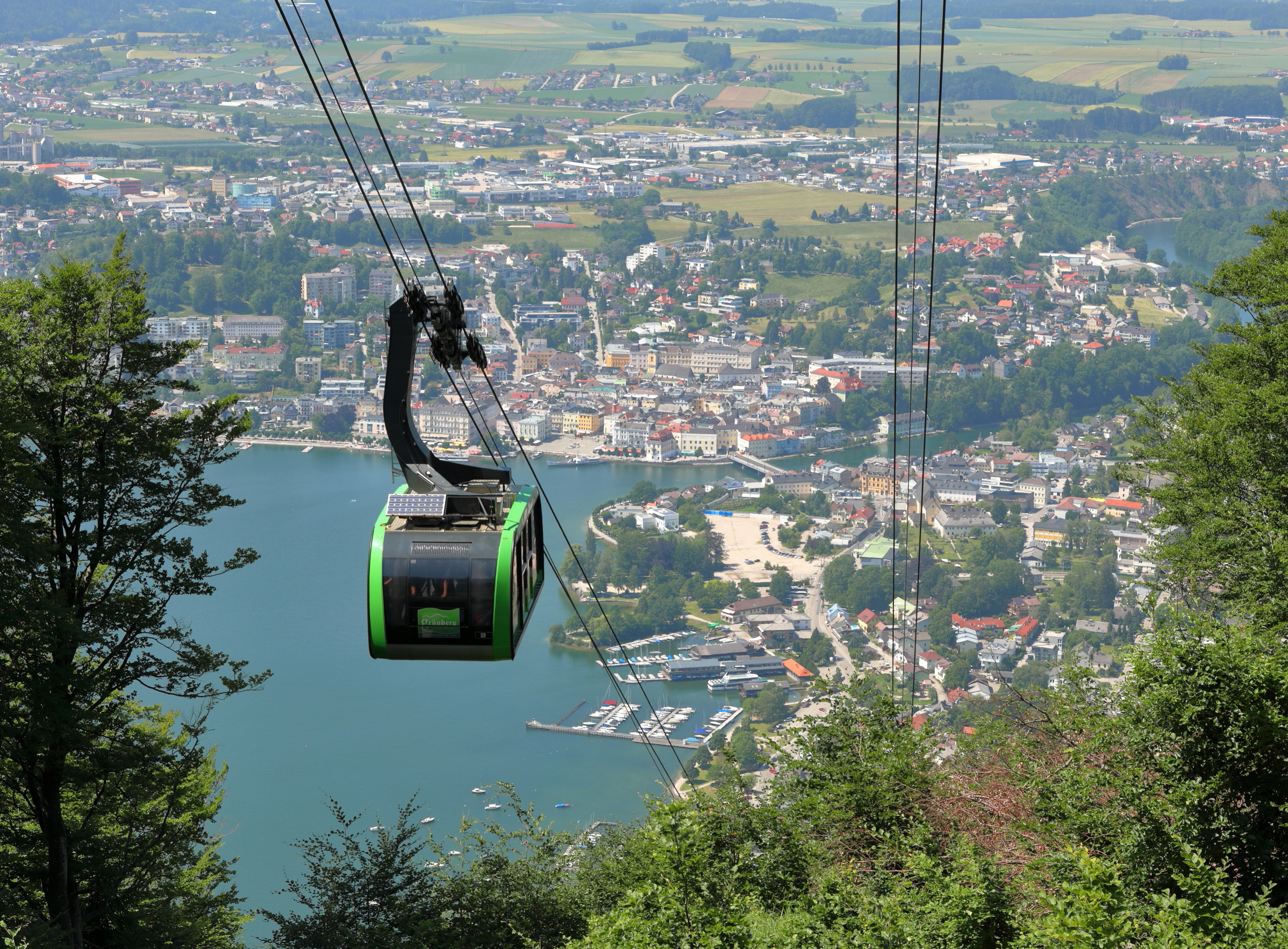
Blick von der Grünberg-Seilbahntrasse auf Gmunden (2019)

Die Grünbergseilbahn ist eine Luftseilbahn, die auf den Gmundner Hausberg Grünberg führt. Die Anlage besteht seit 1957 und beförderte seither über sechs Millionen Fahrgäste. Die anfängliche Zweiseilumlaufgondelbahn wurde 2013 demontiert, an deren Stelle wurde daraufhin die neue, 2014 eröffnete Pendelbahn errichtet.
Betreiber der Anlage ist die Traunsee Touristik GmbH, eine Tochter der OÖ Seilbahnholding, welche wiederum eine Branchenholding der OÖ Landesholding, der Beteiligungsverwaltung des Bundeslandes Oberösterreich, ist.

## Zweiseilumlaufbahn (1957 bis 2013)

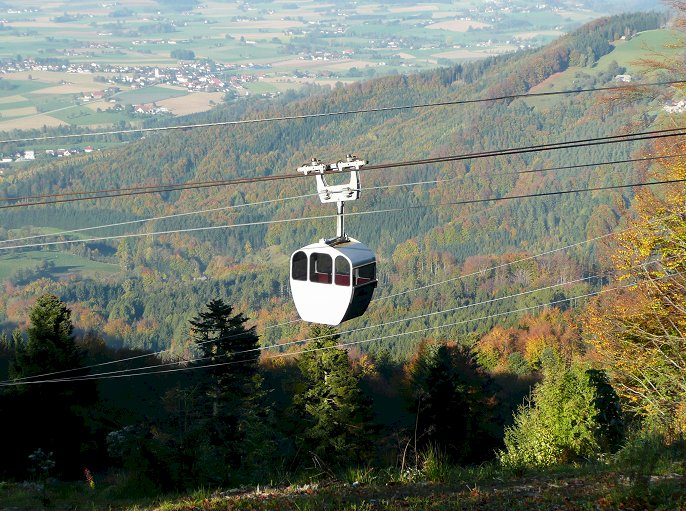
Gondel der alten Grünbergseilbahn, Oktober 2007

Die ursprüngliche Bahn war eine Zweiseilumlaufbahn nach dem System Wallmannsberger, die von der VÖEST errichtet wurde, und sie war zugleich die letzte in Europa erhaltene Bahn dieses Systems. Mit dem Bau wurde 1956 begonnen und am 14. September 1957 erfolgte die feierliche Eröffnung. Der Antrieb war in der Bergstation angeordnet, die Seilabspannungen für die Zug- und Tragseile mit den Spanngewichten in der Talstation. Ungewöhnlich war damals die Länge des ersten Spannfeldes von der Talstation bis zur ersten Stütze, das 1396 m betragen hat. Insgesamt hatte die Bahn drei Stützen. Zu den anfangs vorhandenen 18 Gondeln wurden 1973 acht weitere Gondeln gleichen Systems aus dem Bestand der Stubnerkogelbahn in Bad Gastein zugekauft, um die Fahrgastkapazität von 180 Personen pro Stunde und Richtung auf 300 Pers./h zu erhöhen, da man an die Kapazitätsgrenze gestoßen war. In den Jahren 2000 und 2001 wurde die Anlage einer grundlegenden Revision und Teilerneuerung unterzogen. Dabei wurden die Tragseile, der Antrieb, das Getriebe und die elektrotechnische Ausrüstung erneuert sowie die Gondeln bei der Firma Carvatech und die Laufwerke durch die Firma Garaventa überholt. Das Auflegen neuer Tragseile war notwendig, da die Seilreserve, eine in der Bergstation ungespannt vorgehaltene Überlänge der Seile, durch das regelmäßig erforderliche Versetzen der Tragseile aufgebraucht war.
Obwohl eine seilbahnrechtliche Konzession bis zum Jahre 2017 vorgelegen hat, war am Nationalfeiertag 2010 der letzte Betriebstag der Anlage, da diese das Ende ihrer Lebensdauer erreicht hatte. Die allerletzte Publikumsfahrt wurde auf Ebay für wohltätige Zwecke versteigert. Die ursprüngliche Absicht, die Umlaufseilbahn sogleich zu demontieren und die neue Bahn umgehend zu bauen, wurde nicht umgesetzt, da erst Einwendungen der Grundstückseigentümer bezüglich der Überfahrtsrechte der Neubau-Anlage geklärt werden mussten. Erst nach Einigung mit allen Betroffenen wurde im Frühjahr und Frühsommer 2013 mit der Demontage der Anlage begonnen. Am 15. Mai 2013 wurden an der Talstation 17 Gondeln vom Dorotheum versteigert. Daraufhin wurde mit der Demontage der Stationsgebäude und der Stützen begonnen. Im Juni 2013 war die Ablage der alten Tragseile beendet. Die zum Ausziehen der alten Seile verwendeten Hilfsseile blieben vorerst an der Position der ehemaligen Seilstrecke an Hilfsverankerungen weiterhin gespannt, da diese im Frühjahr 2014 für den Seilzug der neuen Pendelbahn verwendet wurden.

### Technische Daten der Bahn 1957–2013
- Bauart: kuppelbare Zweiseilumlaufbahn, System Wallmannsberger
- Gondeln: zuerst 18, ab 1973 26 Stück für je vier Personen (Hersteller Fa. Swoboda (heute Carvatech), Oberweis (Laakirchen))
- Bahnlänge: 1962 Meter
- Höhe Talstation: 431,7 M.ü.A.
- Höhe Bergstation: 981 M.ü.A.
- Höhendifferenz: 539,30 m
- mittlere Neigung: 26,6 %
- längstes Spannfeld: 1396 m (zwischen Talstation und erster Stütze)
- Tragseile: 30 mm Durchmesser, vollverschlossenes Stahlseil (Austria Draht, Kindberg)
- Zugseil: 24 mm Durchmesser, Litzenseil (Fa. Teufelberger, Wels)
- Antrieb: Drehstrom-Asynchron-Schleifringmotor mit anfangs 78 kW, später 120 kW Leistung
- Notantrieb: ursprünglich ein Volkswagen-Industriemotor mit 44 kW, später ein Hydraulik-Aggregat mit Dieselmotor, 100 kW
- Fahrgeschwindigkeit: urspr. 2,5 o. 3 m/s umschaltbar, später 0,1 – 3,3 m/s stufenlos
- Fahrzeit: ca. 11 min. bei 3 m/s, ca. 14 min. bei 2,5 m/s
- Beförderungsleistung je Richtung: urspr. 170 Pers./h, ab 1973 300 Pers./h

### Unfall 2004
Am 16. Oktober 2004 ereignete sich gegen 13 Uhr ein Unfall, bei dem zwei Personen schwer verletzt wurden. Nach der Ausfahrt aus der Talstation löste sich eine unbesetzte Gondel aus dem Zugseil und rutschte am Tragseil ca. 150 m weit talwärts. Die talwärts rutschende Gondel kollidierte mit einer gerade aus der Station ausgefahrenen Gondel, die mit einer Frau und ihrem Enkelkind besetzt waren. Das dreijährige Kind wurde durch den Anprall aus dem Gondelfenster geschleudert, stürzte acht Meter tief auf den Parkplatz der Bahn und wurde dabei lebensgefährlich verletzt. Die Großmutter wurde auf den Boden der Gondel geschleudert und ebenfalls schwer verletzt. Ursache des Unfalles war eine Fehlfunktion („Zwickkupplung“) der zurückgerutschten, leeren Gondel.

## Neue Pendelbahn seit 2014

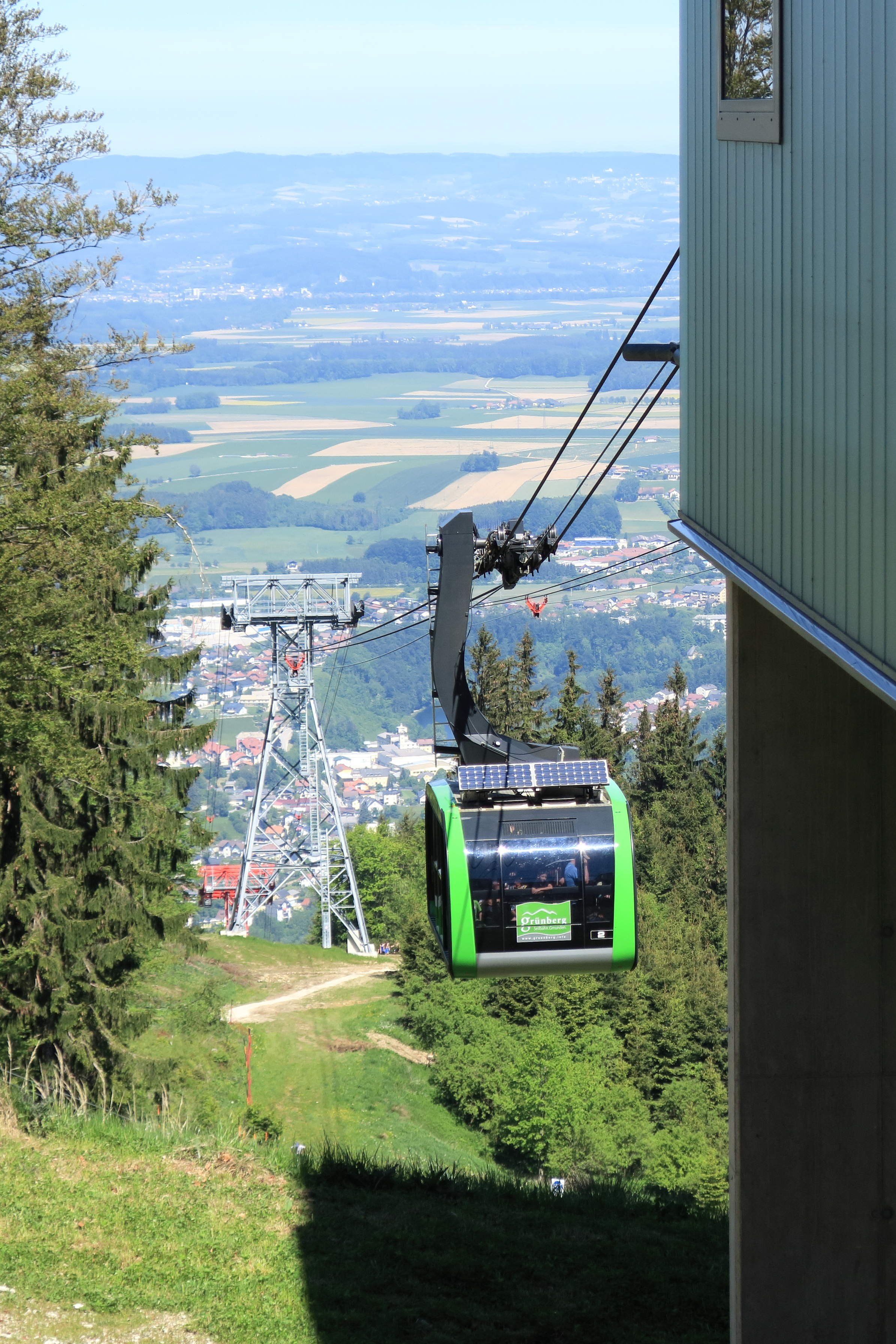
Grünberg-Seilbahn Gmunden, Ankunft der Gondel an der Bergstation.

Am 18. Mai 2013 fand unter Beteiligung des Landeshauptmannes Josef Pühringer der Spatenstich für die neue Großkabinen-Pendelbahn auf den Grünberg statt. Die Kosten des Projektes betrugen ca. 10 Millionen Euro, die über die OÖ Seilbahnholding vom Bundesland Oberösterreich getragen wurden.
Am 14. Juni 2014 konnte die neue Pendelbahn eröffnet werden. Die barrierefreie Bahn nutzt weitgehend die Trassierung der demontierten Umlaufgondelbahn.
Aufgrund der beengten Platzverhältnisse an der Talstation laufen die Mittelachsen der beide Fahrbahnen nicht parallel, sondern haben in der Talstation eine Spurweite von nur 90 cm, um die Baubreite des Stationsgebäudes zu verringern. Dafür beträgt die Spurweite an der ersten Stütze 10,25 m, um genug Abstand für die Gondelbegegnung bei halber Strecke zu schaffen. In der Talstation wurden automatische Schiebebahnsteige eingebaut, die die unterschiedlich großen Lücken – je nachdem, ob eine Gondel auf der linken oder rechten Seilstrecke einfährt – zwischen Gondeltür und festem Bahnsteig überbrücken. Die Talstation selbst musste auf einer Bohrpfahlgründung von 35 Pfählen mit bis zu 17 m Tiefe errichtet werden, um die Kräfte in standfesten Untergrund abzutragen.
Die vier Tragseile werden bei dieser Bahn nicht über Spanngewichte gespannt, sondern sind an Berg- und Talstation fest an Seilpollern verankert. Das Zugseil ist eine endlos gespleißte Schleife, an dem die Gondellaufwerke mit Seilklemmen befestigt sind. Dies ermöglicht den Verzicht auf eine Fangbremsvorrichtung.
Die Bahn kann mit der niedrigeren Fahrgeschwindigkeit von 5,5 – 7 m/s zur Personaleinsparung ohne Wagenbegleiter betrieben werden. Es sind dann nur die beiden Stationen besetzt. Die maximale Geschwindigkeit bei der Stützenüberfahrt beträgt 8 m/s. Fahren Wagenbegleiter mit, kann die Anlage mit 10 m/s betrieben werden. Die Kabinen bieten im begleiterlosen Normalbetrieb Platz für 45 Personen. Bei starkem Fahrgastaufkommen können 60 Personen und der dann obligate Begleiter befördert werden. Die Gondeln können flexibel durch ein Schnellwechselsystem mit 24 Sitzgelegenheiten ausgestattet werden; Für Langguttransport wie die Bergfahrt von Hängegleitern sind an den Stirnseiten der Gondeln spezielle Ladegutöffnungen vorhanden.

### Technische Daten der neuen Pendelbahn
- Bauart: Zweiseil-Pendelbahn, ohne Fangbremse (Hersteller „Steurer“, Doren (Vorarlberg))[12]
- Fahrzeuge: zwei Großkabinen mit je 60 Personen Fassungsvermögen (Hersteller wiederum Carvatech, Oberweis (Laakirchen))[13]

- Bahnlänge: 2025 Meter
- Höhe Talstation: 436 M.ü.A.
- Höhe Bergstation: 987 M.ü.A.
- Höhendifferenz: 551 m
- mittlere Neigung: 28,26 %
- größte Neigung: 57,06 %

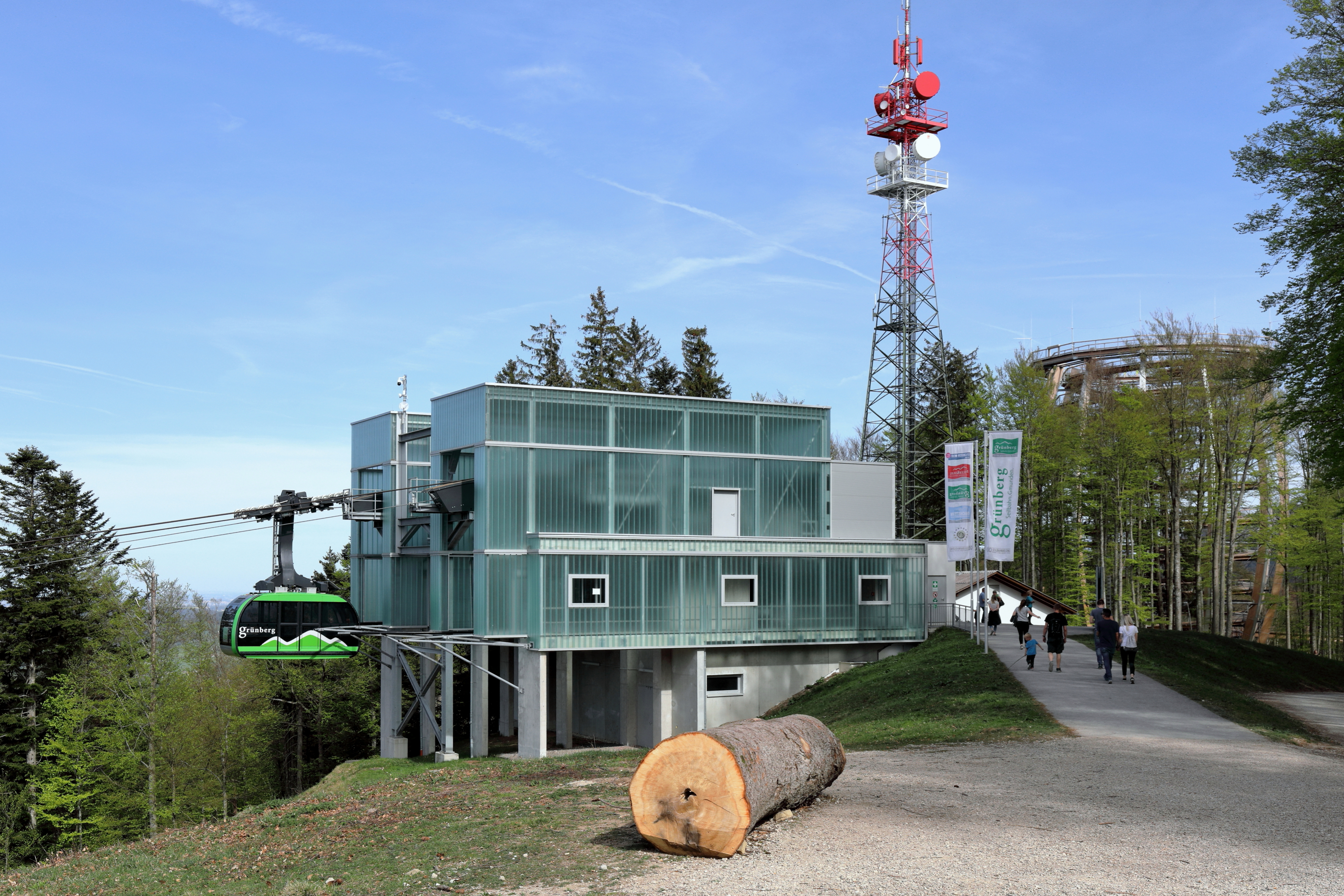
Bergstation

- längstes Spannfeld: 1440 m (zwischen Talstation und erster Stütze)
- Tragseile: 46 mm Durchmesser, vollverschlossene Stahlseile (Fa. Teufelberger, Wels)
- Zugseil: 28 mm Durchmesser als endlose Seilschleife (Fa. Teufelberger, Wels)
- Antrieb: Elektromotor mit 350 kW Leistung in der Bergstation
- Fahrgeschwindigkeit: max. 10 m/s begleitet; 7,0 m/s ohne Wagenbegleiter; 5,5 m/s in Schwachlastzeiten
- Beförderungsleistung je Richtung: 618 Pers./h